# Karl Mütsch
Karl Mütsch (9. prosinca 1905. – 17. studenoga 1966.) bio je austrijski nogometaš i nogometni trener. Igrao prije Drugoga svjetskog rata za bečke klubove Admiru i Wiener. Već 1931. otišao je u trenerske vode. Vodio je austrijske Lustenau 07 i Salzburger. Još je vodio klubove iz Freiburga, Ratibora i Brna. Godine 1935. došao je u Hrvatsku voditi Slaviju iz Varaždina. 
Poslije rata bio je trener Dinama, naslijedivši Mirka Kokotovića. Pod njegovim vodstvom Dinamo je osvojio prvenstvo Jugoslavije 1947./48. i to je bio prvi Dinamov naslov prvaka u novoj državi.
Odmah je dobio ponudu GAK-a koju je prihvatio. Grazere je s 10. mjesta u trećem razredu austrijskog nogometa Landesligi doveo ih preko B-Lige 1950./51. do A-Lige. Nakon jednogodišnjeg izbivanja iz Graza koji je proveo u belgijskom Gentu, vratio se 1953./54. u GAK.